# Leichtathletik-Europameisterschaften 1990/110 m Hürden der Männer

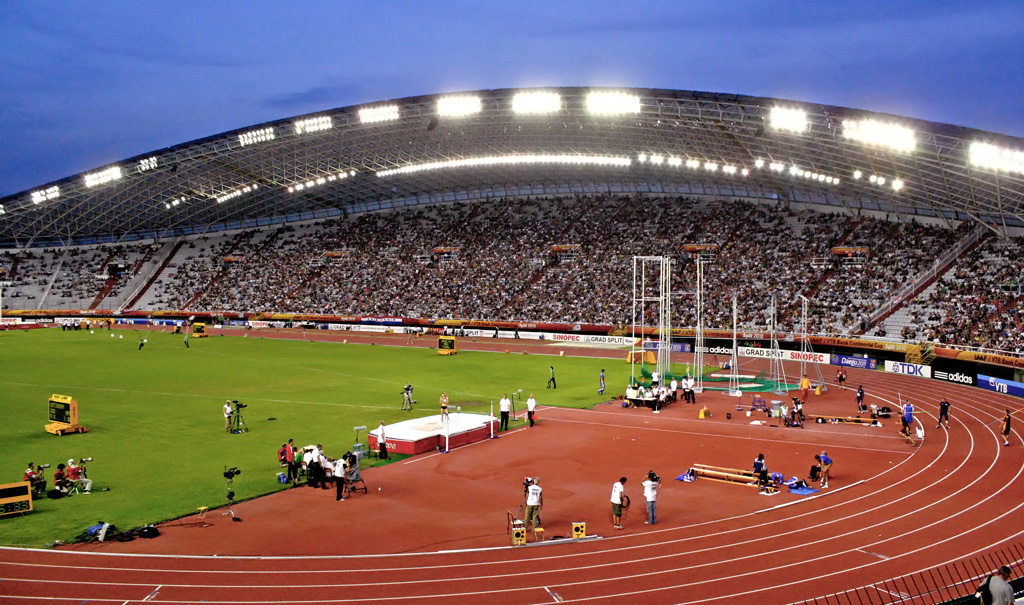
Das Stadion Poljud von Split im Jahr 2010

Der 110-Meter-Hürdenlauf der Männer bei den Leichtathletik-Europameisterschaften 1990 wurde am 30. August 1990 im Stadion Poljud in Split ausgetragen.
Den britischen Hürdensprintern gelang in diesem Wettbewerb ein Doppelsieg. Europameister wurde der Olympiazweite von 1988, WM-Dritte von 1987 und Europarekordinhaber Colin Jackson. Rang zwei belegte Tony Jarrett. Bronze ging an den bundesdeutschen Läufer Dietmar Koszewski.

## Rekorde

### Bestehende Rekorde
| Weltrekord           | 12,92 s | Roger Kingdom     | Zürich, Schweiz              | 16. August 1989 |
| Europarekord         | 13,08 s | Colin Jackson     | Auckland, Neuseeland         | 28. Januar 1990 |
| Meisterschaftsrekord | 13,20 s | Stéphane Caristan | EM Stuttgart, BR Deutschland | 30. August 1986 |

### Rekordverbesserungen
Der britische Europameister Colin Jackson verbesserte den bestehenden EM-Rekord im Finale am 29. August bei gerade noch zulässigem Rückenwind von 2,0 m/s um zwei Hundertstelsekunden auf 13,18 s. Zu seinem eigenen Europarekord fehlte ihm eine Zehntelsekunde, der Weltrekord war um 26 Hundertstelsekunden besser.

## Legende
Kurze Übersicht zur Bedeutung der Symbolik – so üblicherweise auch in sonstigen Veröffentlichungen verwendet:
| CR  | Championshiprekord                       |
| DNF | Wettkampf nicht beendet (did not finish) |
| DSQ | disqualifiziert                          |

## Vorrunde
29. August 1990, 17:35 Uhr
Die Vorrunde wurde in vier Läufen durchgeführt. Die ersten drei Athleten pro Lauf – hellblau unterlegt – sowie die darüber hinaus vier zeitschnellsten Läufer – hellgrün unterlegt – qualifizierten sich für das Halbfinale.

### Vorlauf 1

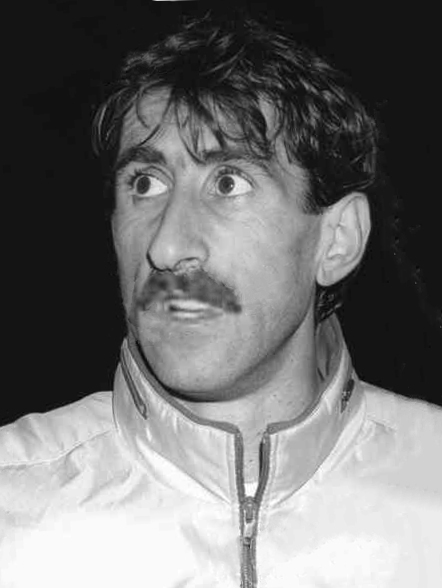
George Boroi wurde Fünfter im zweiten Halbfinale und schied damit aus

Wind: −0,8 m/s
| Platz | Name                | Nation         | Zeit (s) |
| ----- | ------------------- | -------------- | -------- |
| 1     | Colin Jackson       | Großbritannien | 13,63    |
| 2     | Antti Haapakoski    | Finnland       | 13,77    |
| 3     | Sjarhej Ussau       | Sowjetunion    | 13,90    |
| 4     | Herwig Röttl        | Österreich     | 14,23    |
| 5     | George Boroi        | Rumänien       | 14,39    |
| 6     | Fabien Niederhauser | Schweiz        | 14,60    |
| DNF   | Stéphane Caristan   | Frankreich     |          |

### Vorlauf 2
Wind: −0,9 m/s
| Platz | Name                | Nation         | Zeit (s) |
| ----- | ------------------- | -------------- | -------- |
| 1     | Tony Jarrett        | Großbritannien | 13,53    |
| 2     | Dietmar Koszewski   | BR Deutschland | 13,73    |
| 3     | Carles Sala         | Spanien        | 13,78    |
| 4     | Wladimir Schischkin | Sowjetunion    | 13,83    |
| 5     | Kai Kyllönen        | Finnland       | 14,09    |
| 6     | Paulo Barrinaga     | Portugal       | 14,10    |
| DNF   | Gianni Tozzi        | Italien        |          |

### Vorlauf 3
Wind: −1,2 m/s
| Platz | Name             | Nation         | Zeit (s) |
| ----- | ---------------- | -------------- | -------- |
| 1     | Philippe Tourret | Frankreich     | 13,70    |
| 2     | Nigel Walker     | Großbritannien | 13,82    |
| 3     | Igors Kazanovs   | Sowjetunion    | 13,83    |
| 4     | Marco Todeschini | Italien        | 13,98    |
| 5     | Stefan Mattern   | BR Deutschland | 14,03    |
| 6     | György Bakos     | Ungarn         | 14,12    |
| 7     | Nedeljko Višnjić | Jugoslawien    | 14,24    |

### Vorlauf 4
Wind: −1,0 m/s
| Platz | Name                | Nation         | Zeit (s) |
| ----- | ------------------- | -------------- | -------- |
| 1     | Tomasz Nagórka      | Polen          | 13,87    |
| 2     | Sébastien Thibault  | Frankreich     | 13,90    |
| 3     | Florian Schwarthoff | BR Deutschland | 13,94    |
| 4     | Thomas James Kearns | Irland         | 13,97    |
| 5     | Laurent Ottoz       | Italien        | 14,01    |
| DSQ   | Ruhan Işim          | Türkei         |          |

## Halbfinale
30. August 1990
In den beiden Halbfinalläufen qualifizierten sich die jeweils ersten vier Athleten – hellblau unterlegt – für das Finale.

### Lauf 1
Wind: ±0,0 m/s
| Platz | Name                | Nation         | Zeit (s) |
| ----- | ------------------- | -------------- | -------- |
| 1     | Tony Jarrett        | Großbritannien | 13,45    |
| 2     | Dietmar Koszewski   | BR Deutschland | 13,51    |
| 3     | Igors Kazanovs      | Sowjetunion    | 13,58    |
| 4     | Wladimir Schischkin | Sowjetunion    | 13,66    |
| 5     | Antti Haapakoski    | Finnland       | 13,78    |
| 6     | Laurent Ottoz       | Italien        | 13,97    |
| 7     | Thomas James Kearns | Irland         | 14,14    |
| 8     | Sébastien Thibault  | Frankreich     | 14,19    |

### Lauf 2
Wind: ±0,0 m/s
| Platz | Name                | Nation         | Zeit (s) |
| ----- | ------------------- | -------------- | -------- |
| 1     | Philippe Tourret    | Frankreich     | 13,38    |
| 2     | Tomasz Nagórka      | Polen          | 13,46    |
| 3     | Colin Jackson       | Großbritannien | 13,52    |
| 4     | Sjarhej Ussau       | Sowjetunion    | 13,58    |
| 5     | Florian Schwarthoff | BR Deutschland | 13,59    |
| 6     | Carles Sala         | Spanien        | 13,61    |
| 7     | Nigel Walker        | Großbritannien | 13,84    |
| 8     | Marco Todeschini    | Italien        | 13,87    |

## Finale

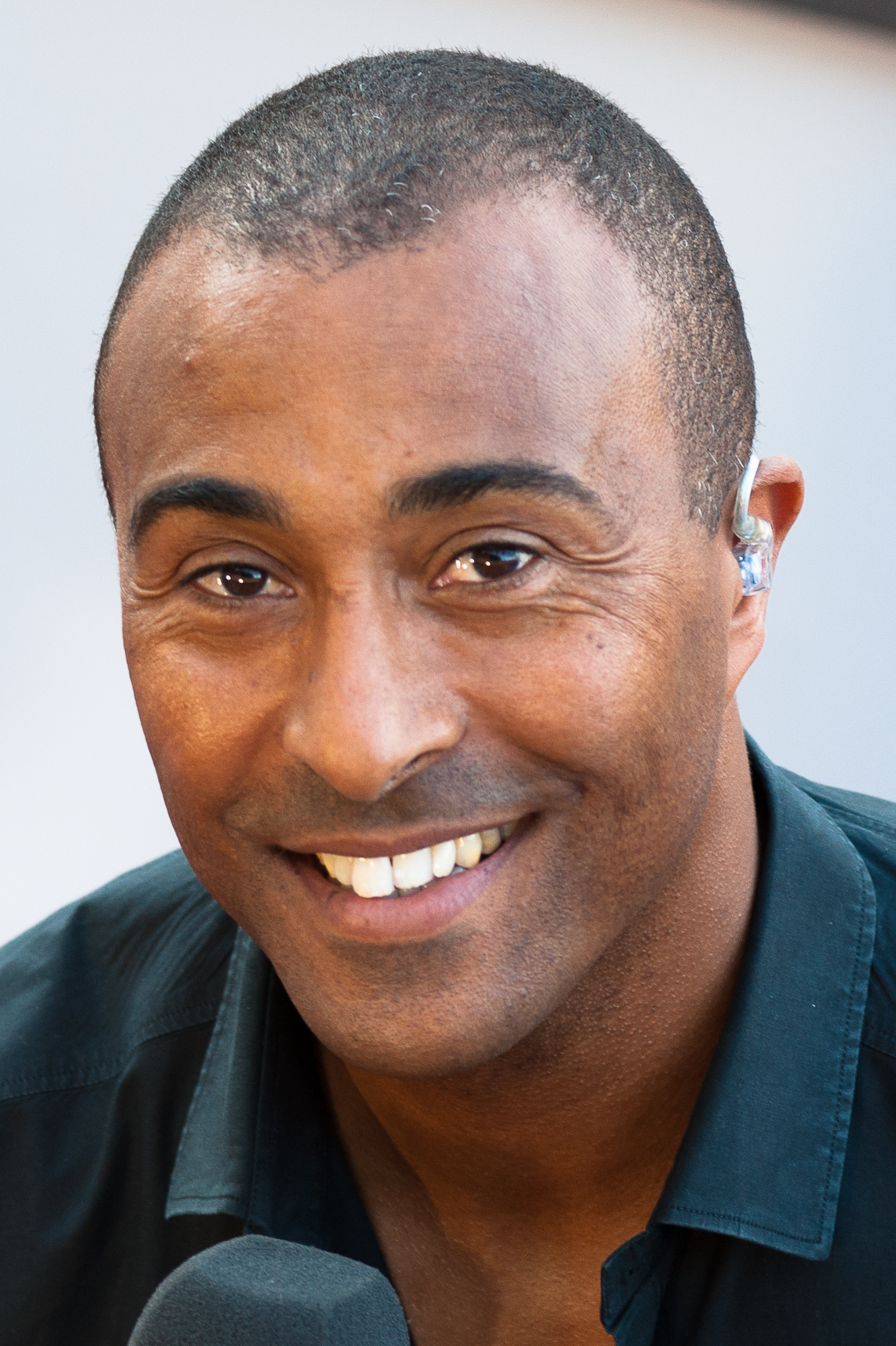
Europameister Colin Jackson (hier im Jahr 2012), Olympiazweiter von 1988, WM-Dritter von 1987 und Europarekordinhaber – er errang den EM-Titel noch zweimal und wurde u. a. auch zweimal Weltmeister
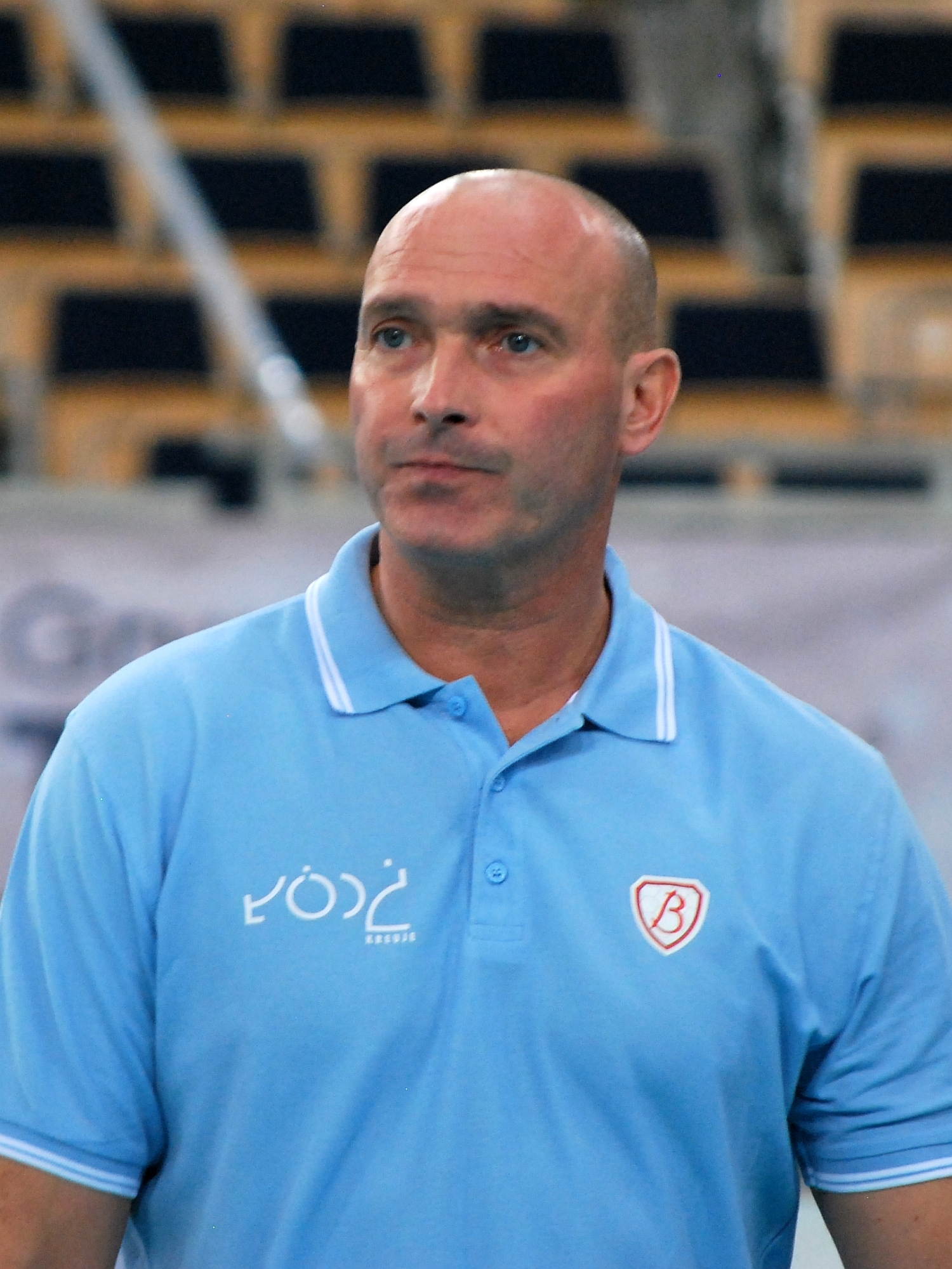
Tomász Nagórka (hier im Jahr 2014) erreichte Platz vier

30. August 1990
Wind: +2,0 m/s
| Platz | Name                | Nation         | Zeit (s) |
| ----- | ------------------- | -------------- | -------- |
| 1     | Colin Jackson       | Großbritannien | 13,18 CR |
| 2     | Tony Jarrett        | Großbritannien | 13,21    |
| 3     | Dietmar Koszewski   | BR Deutschland | 13,50    |
| 4     | Tomasz Nagórka      | Polen          | 13,55    |
| 5     | Wladimir Schischkin | Sowjetunion    | 13,55    |
| 6     | Philippe Tourret    | Frankreich     | 13,61    |
| 7     | Sjarhej Ussau       | Sowjetunion    | 13,65    |
| DNF   | Igors Kazanovs      | Sowjetunion    |          |

## Videolinks
- 3114 European Track & Field 1990 110m Hurdles, www.youtube.com, abgerufen am 22. Dezember 2022
- 2973 European Track & Field 1990 Split 110m Hurdles, www.youtube.com, abgerufen am 22. Dezember 2022